# Ibrahim Bejte
Ibrahim Bejte, född den 5 september 1989 i Lushnja i Albanien, är en albansk fotbollsspelare som spelar för albanska KS Besa Kavajë. Bejte är målvakt.